# تومپئا

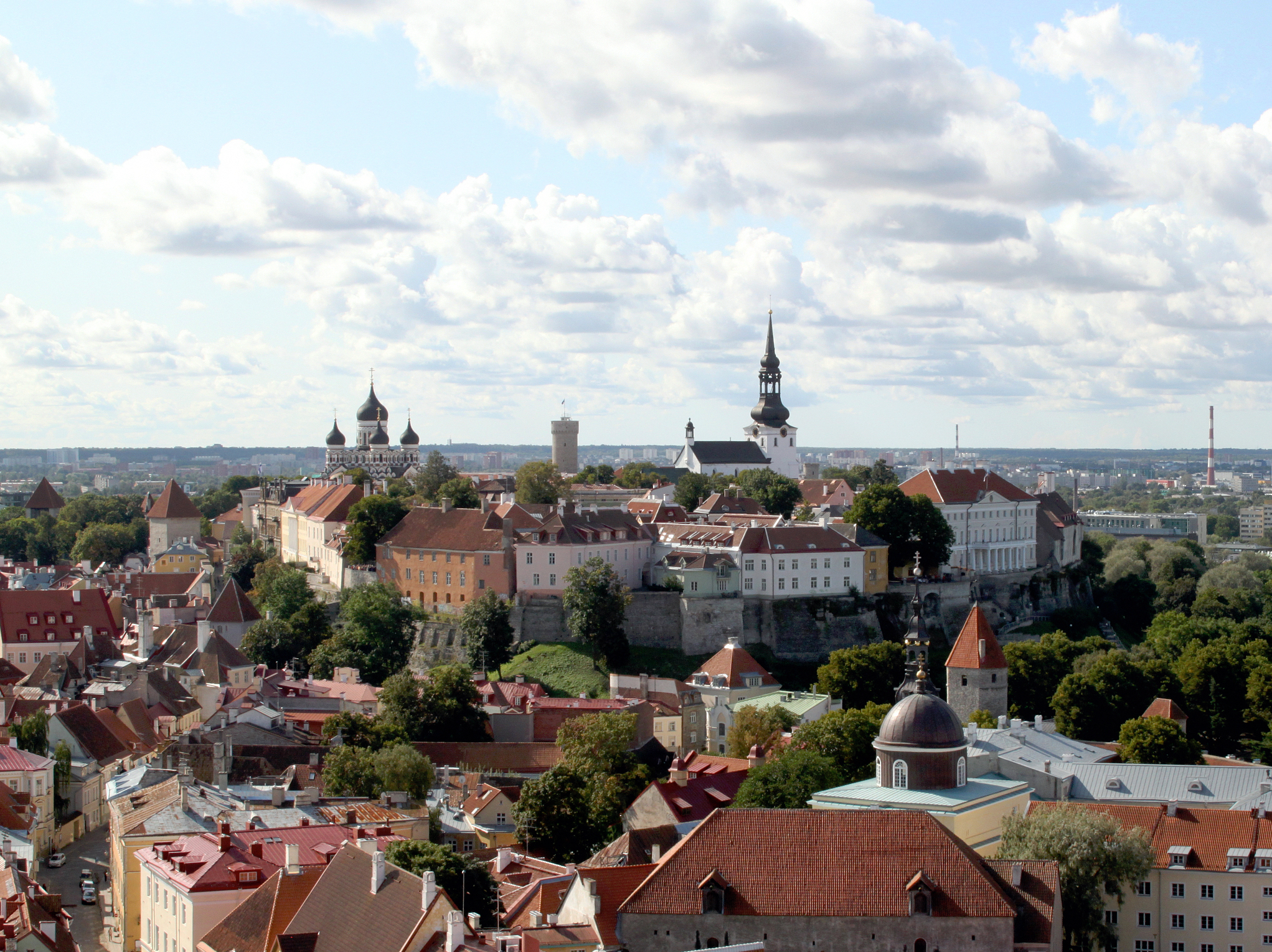
نمایی از تپه تومپئا از بالای برج کلیسای سنت اولاف، تالین

تومپئا (به استونیایی: Toompea) یک تپه از جنس سنگ آهک در مرکز شهر تالین، استونی است.
این تپه که به صورت مستطیل است ابعادی در حدود ۴۰۰ در ۲۵۰ متر دارد و مساحت آن در حدود هفت هکتار است، همچنین ارتفاع این تپه ۲۰-۳۰ متر بالاتر از مناطق آن است.
تاریخچه تومپئا ارتباط تنگاتنگی با تاریخ حاکمان و قدرت در استونی دارد. امروزه ساختمان‌های دولت استونی و مجلس استونی در تومپئا قرار دارد. مجلس استونی در قلعه تومپئا در گوشه جنوب غربی تپه قرار دارد و در کنار آن برج پیک هرمان قرار دارد که پرچم بالای برج یکی از مشهورترین نمادها در دولت استونی است.
تومپئا به‌همراه بخش قدیمی تالین در میراث جهانی یونسکو به ثبت رسیده‌است.

## نگارخانه

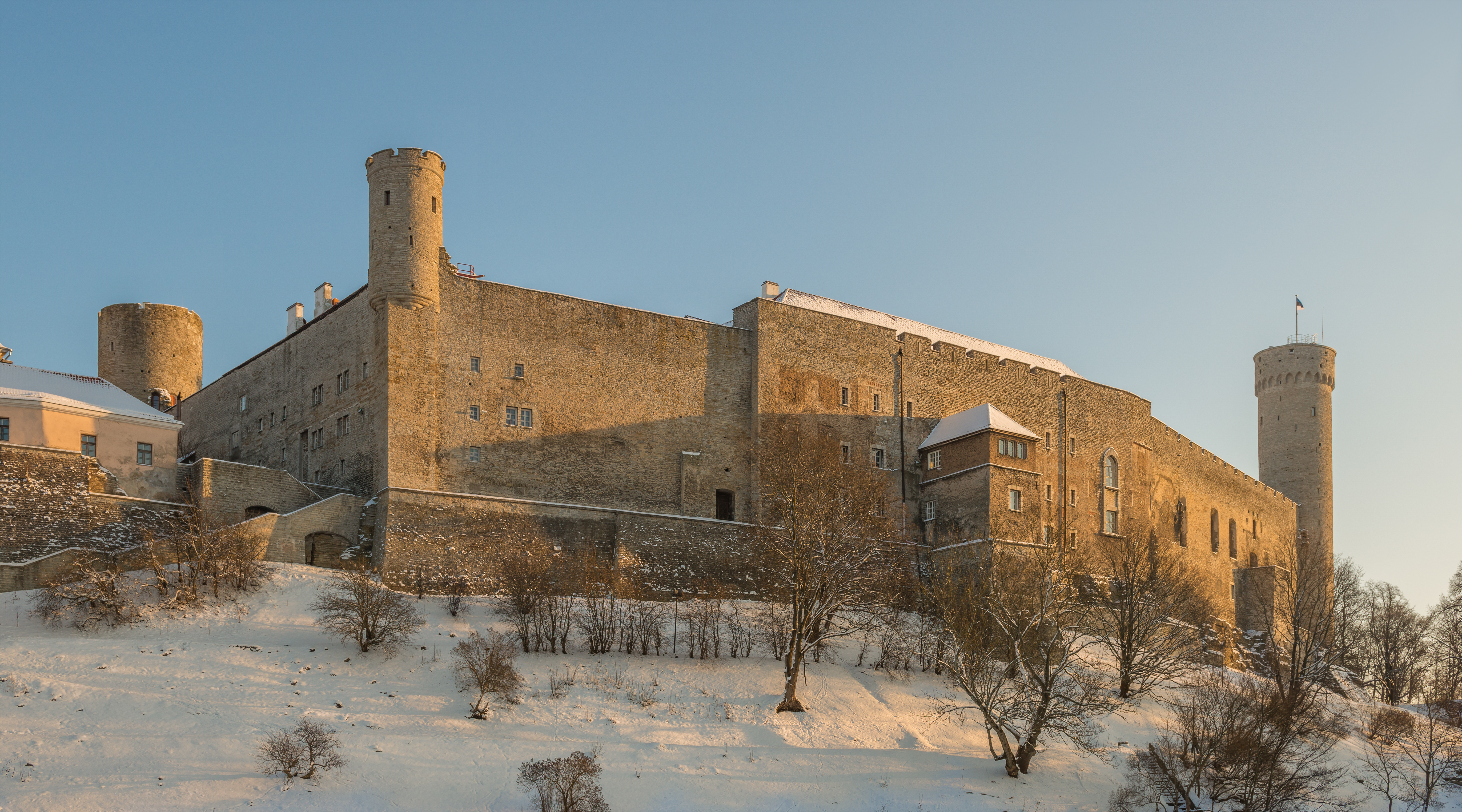
قلعه تومپئا
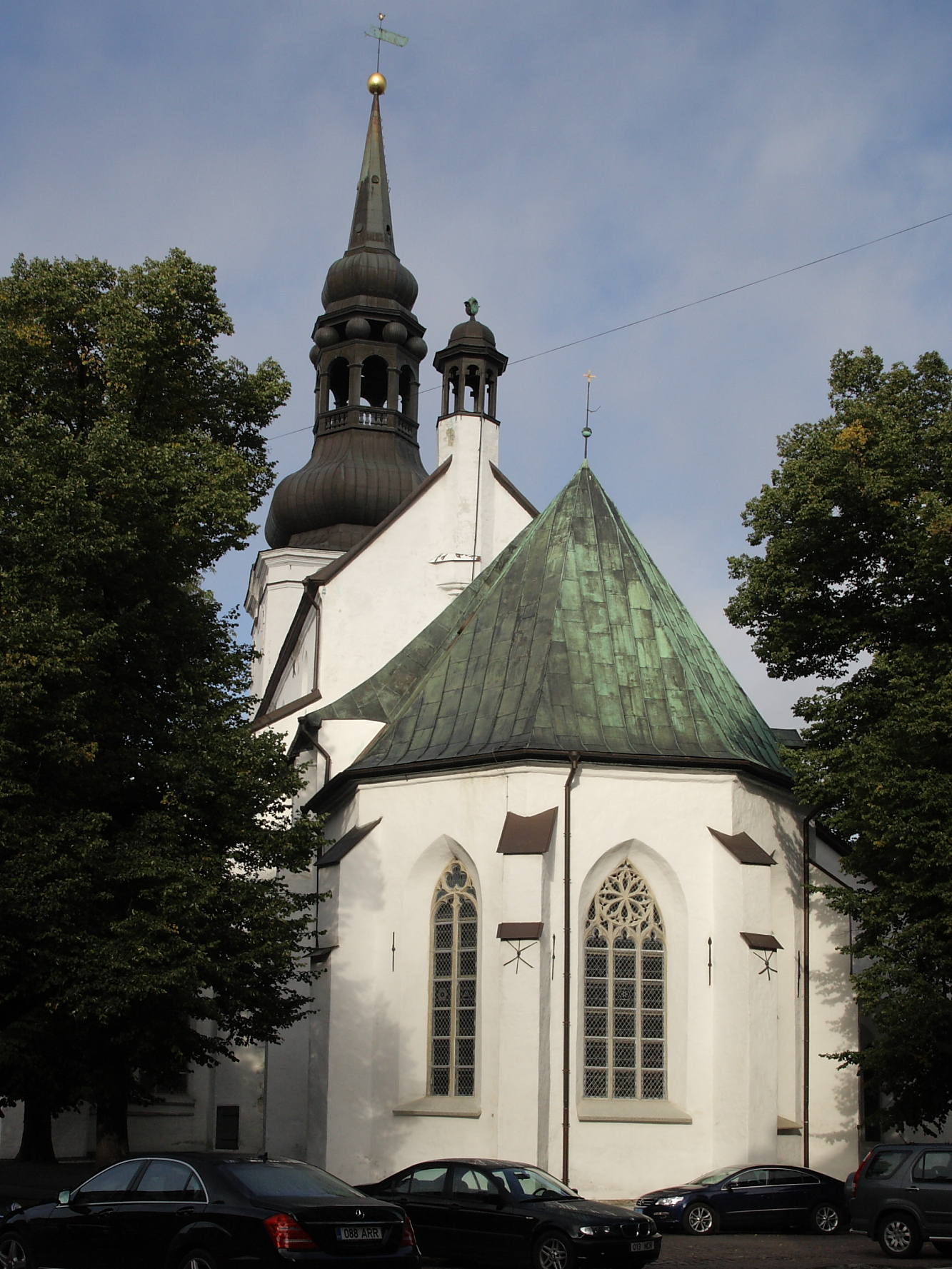
کلیسای جامع سنت ماری
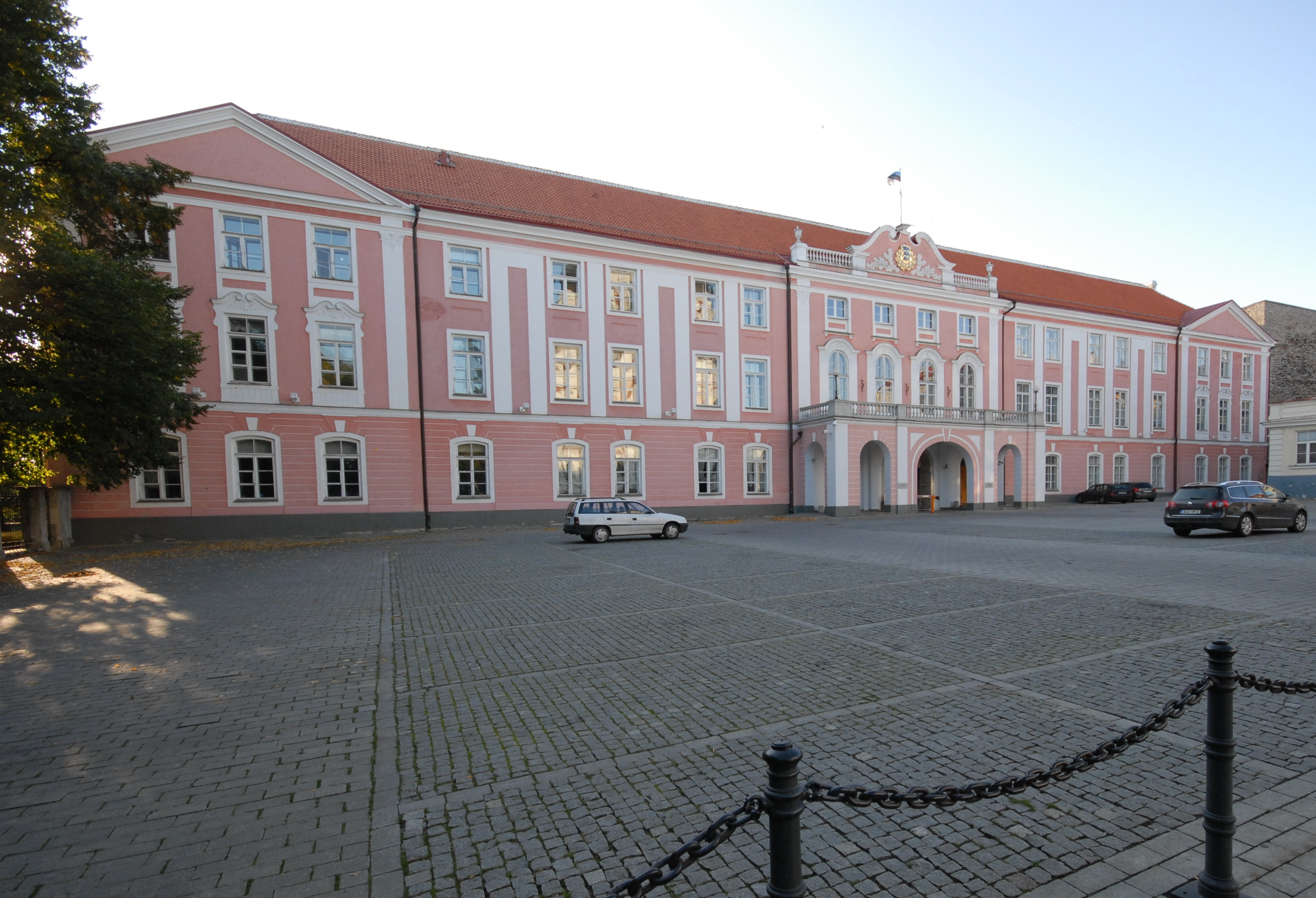
ساختمان مجلس استونی
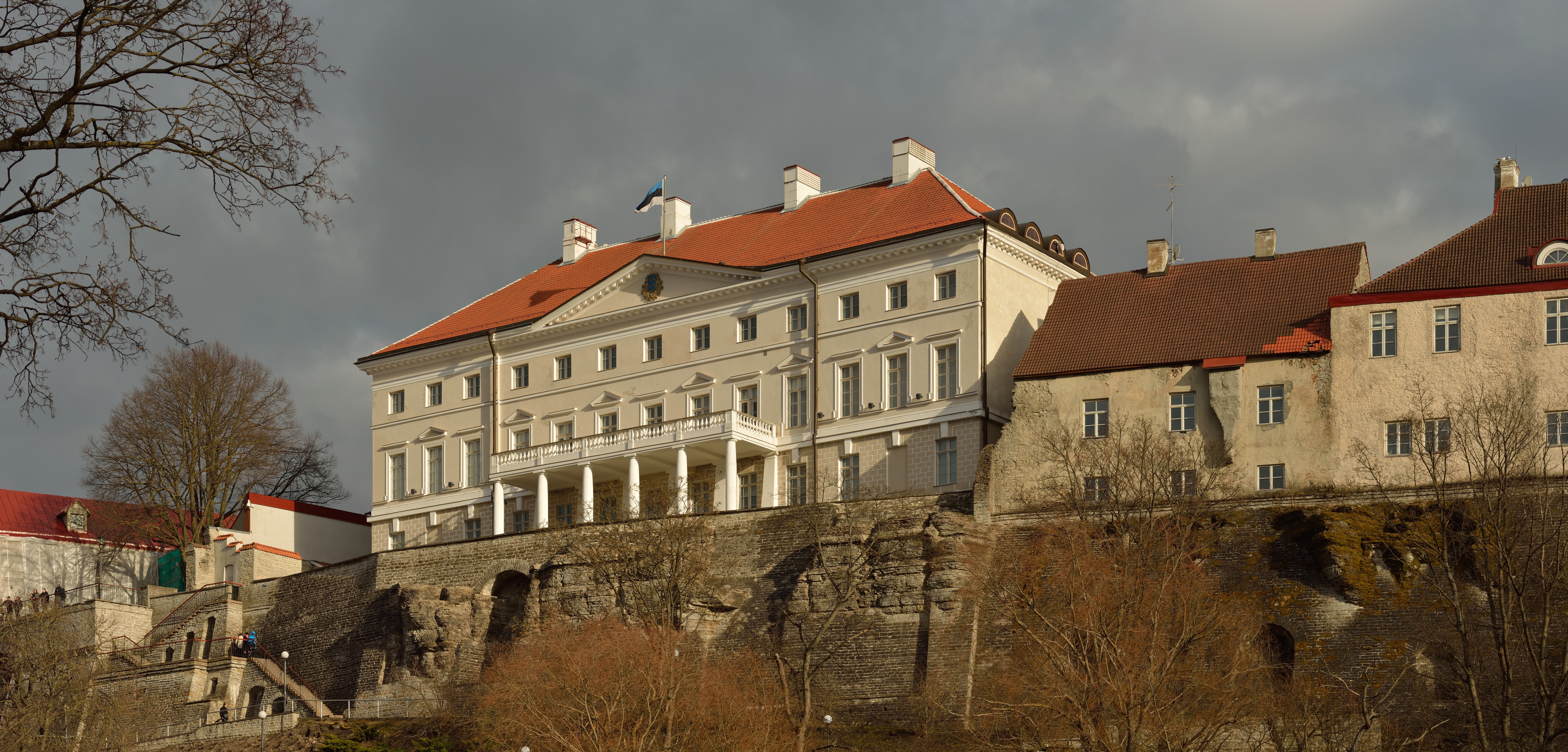
استنبوک هاوس مقر دولت استونی
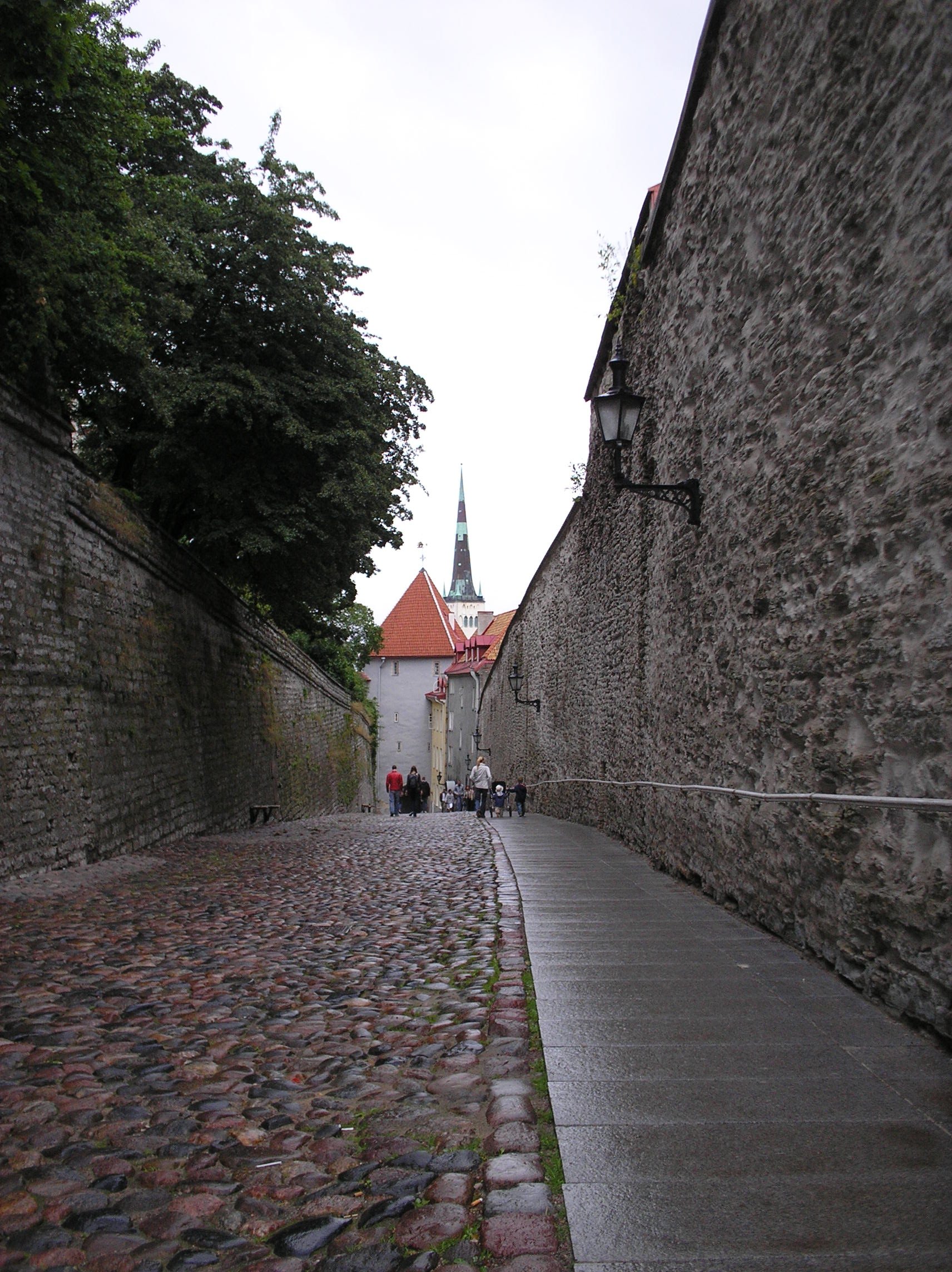
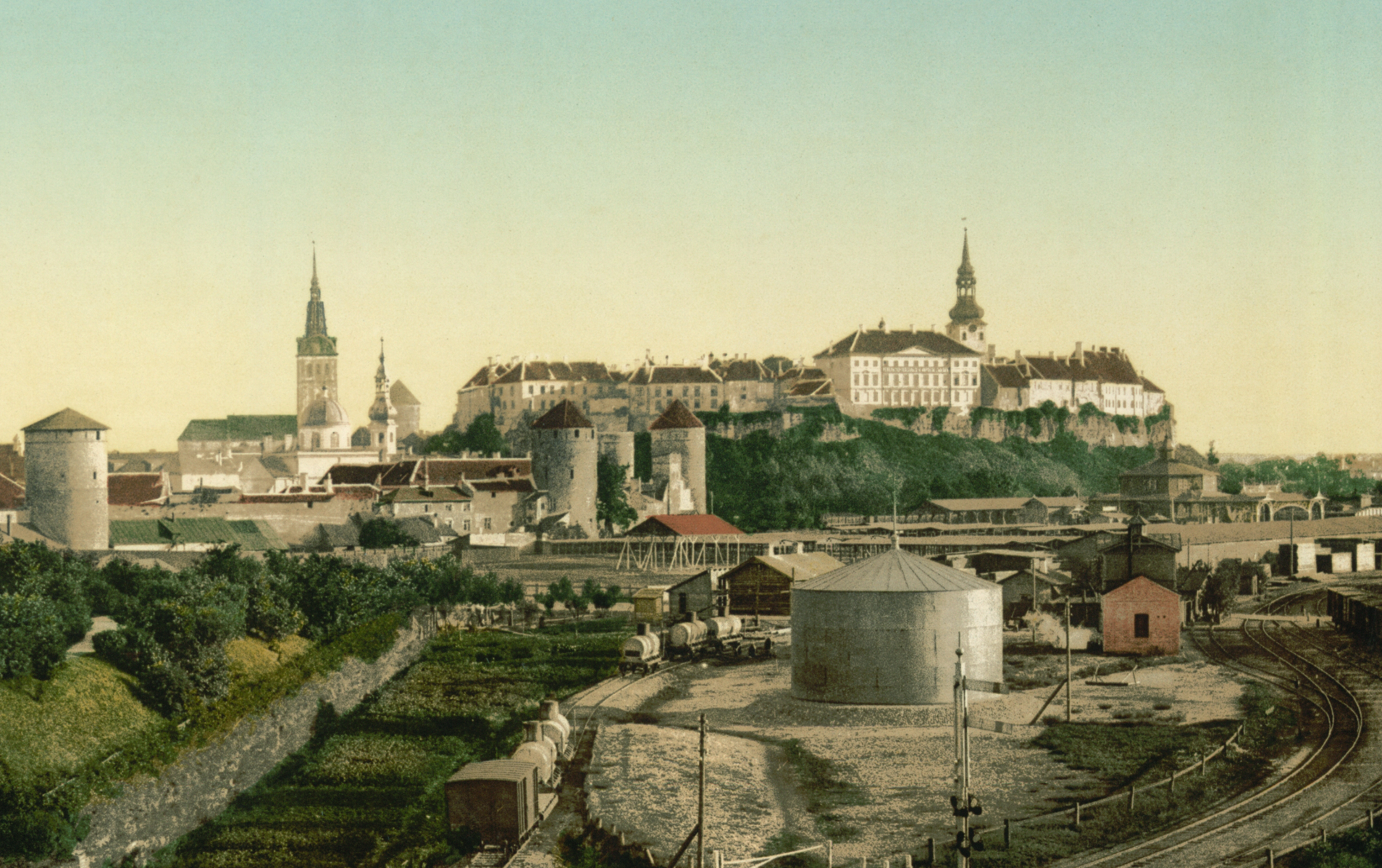
اواخر قرن ۱۹ میلادی
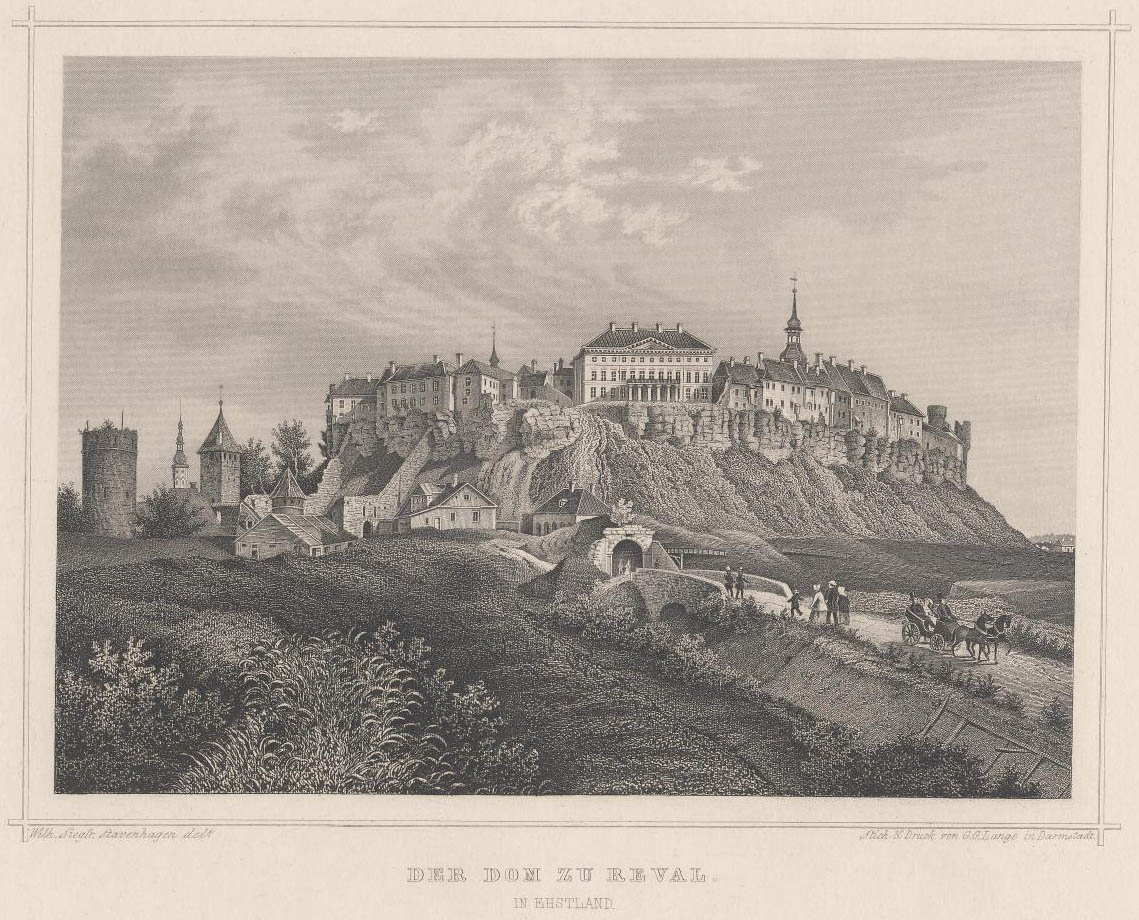
۱۸۶۷